# أولوسيرا
أولوسيرا (بالإنجليزية: Aulosira)‏ جنس من البكتيريا الزرقاء الموجودة في مجموعة متنوعة من المنافذ البيئية التي تشكل مستعمرات تتكون من خيوط من الخلايا.
تم اختراع اسم «أولوسيرا» من قبل علماء الأحياء. 
يمكن العثور على أنواع من أولوسيرا في التربة، على الصخور الرطبة، في الجزء السفلي من البحيرات والينابيع (كل من المياه العذبة والمياه المالحة)، ونادرا في الموائل البحرية. ويمكن أيضا أن تنمو في تناغم تام داخل أنسجة النباتات. تحتوي هذه البكتيريا على أصباغ ضوئية في السيتوبلازم الخاص بها لإجراء عملية التمثيل الضوئي.